# Kostel svatého Havla (Rožná)
Kostel svatého Havla je farní kostel v římskokatolické farnosti Rožná nad Pernštejnem, nachází se na západním okraji obce Rožná. Je gotickou jednolodní stavbou stojící uprostřed hřbitova. Kostel má pravoúhlý závěr a na čelní straně má čtyřbokou věž s vnějším schodištěm. Kostel je chráněn jako kulturní památka České republiky.

## Historie
Kostel byl postaven v druhé polovině 13. století, nejstarší částí jsou mramorová okna. Kostel je poprvé zmíněn v kronice z roku 1398. Farnost byla při kostele zřízena v roce 1573, v roce 1590 však byla farnost zrušena a připojena k farnosti v Bystřici nad Pernštejnem. Od roku 1650 pak patřila pod farnost ve Strážku. V roce 1749 pak byla farnost v obci obnovena a v roce 1765 pak byla postavena nová budova fary. Kostel pak byl mnohokrát upravován a z původní stavby tak zůstal zachován pouze vchod v gotickém slohu. V kostele byl již dříve umístěn hlavní oltář, dva boční oltáře, kůr, varhany, oratoř a sakristie. V roce 1684 byla do kostela pořízena křitelnice, v kostele také je oltářní obraz svatého Havla. K barokní přestavbě kostela došlo v 17. a 18. století. V roce 1894 do věže kostela udeřil blesk a strhl krytinu, poničil strop a roztrhl dveře.
Během první světové války byly rekvírovány dva ze tří zvonů, dne 7. září 1924 pak byly tři nové zvony vysvěceny, tyto však byly v druhé světové válce opět zrekvírovány. V roce 1937 byl také rozšířen hřbitov u kostela, k dalšímu rozšíření hřbitova pak došlo také v roce 1987.